# Episodi di Girlfriends' Guide to Divorce (quinta stagione)
La quinta e ultima stagione della serie televisiva Girlfriends' Guide to Divorce, composta da 6 episodi, è stata trasmessa sul canale statunitense Bravo dal 14 giugno al 19 luglio 2018.
In Italia, la stagione è andata in onda su Premium Stories dal 12 febbraio al 19 marzo 2019.
| n° | Titolo originale                                       | Titolo italiano                                         | Prima TV USA   | Prima TV Italia  |
| -- | ------------------------------------------------------ | ------------------------------------------------------- | -------------- | ---------------- |
| 1  | Rule No. 73: Step and Repeat                           | Regola 73: Fermati e sorridi                            | 14 giugno 2018 | 12 febbraio 2019 |
| 2  | Rule No. 149: Don't Eat the Yellow Snow                | Regola 149: Non mangiare la neve gialla                 | 21 giugno 2018 | 19 febbraio 2019 |
| 3  | Rule No. 97: It Takes Two to Stab Yourself in the Butt | Regola 97: Bisogna essere in due per farsi un'iniezione | 28 giugno 2018 | 26 febbraio 2019 |
| 4  | Rule No. 63: It's a Marathon, Not a Sprint             | Regola 63: E' una maratona, non uno sprint              | 5 luglio 2018  | 5 marzo 2019     |
| 5  | Rule No. 303: Burn That S... to the Ground             | Regola 303: Distruggi quella schifezza                  | 12 luglio 2018 | 12 marzo 2019    |
| 6  | Rule No. 1: Keep the Toast Short                       | Regola 1: Fa' un brindisi breve                         | 19 luglio 2018 | 19 marzo 2019    |